# باول ماسون (كاهن كاثوليكي)
باول ماسون (بالإنجليزية: Paul Mason)‏ هو كاهن كاثوليكي بريطاني، ولد في 6 نوفمبر 1962 في شيلدز الشمالية ‏ في المملكة المتحدة.